# Ранов, Благой
Благой Ранов (24 мая 1946, с. Бистрица (Кюстендилская область) Болгарии) — болгарский писатель.
Изучал болгарскую филологию в Великотырновском университете «Св. Кирилла и Мефодия», после окончания которого учительствовал, работал журналистом, руководил литературным клубом.
Член Союза болгарских журналистов и Союза болгарских писателей.
Автор книг
- «Змийски колан» (1992),
- «Пушка за пеперуди» (1996),
- «Живи храмове» (2002),
- «Краят на петлите» (2006),
- «От тоя ветер завет нема» (2008),
- «Щръклицъ» (2012),
- «Майстора се смее» (2012),
- «Хляб с вкус на шоколад» (2016)